# 得米梭螺属
得米梭螺属（学名：Diminovula）为梭螺科始寶螺亞科之下一個海螺的属。本屬原為拟鼻螺属之下的一個亞屬，現時獨立出來成為一個屬。

## 分佈
分布于日本、菲律宾以及中国大陆福建至廣東沿海及台灣，常栖息在潮间带至水深60米海域。

## 物種
本屬包括以下各物種：
- Diminovula aboriginea（英语：Diminovula aboriginea） (Cate, 1973)[9]
- 雪花石膏拟鼻螺 Diminovula alabaster (Reeve（英语：Lovell Augustus Reeve）, 1865)[10]
- Diminovula anulata Fehse, 2001:[11] synonym of Margovula anulata（英语：Margovula anulata） (Fehse, 2001)
- Diminovula aurantiomacula（英语：Diminovula aurantiomacula） Cate & Azuma in Cate, 1973[12]
- Diminovula caledonica（英语：Diminovula caledonica） (Crosse（英语：Joseph Charles Hippolyte Crosse）, 1872)[13]
- Diminovula concinna（英语：Diminovula concinna） (Sowerby（英语：George Brettingham Sowerby II） in A. Adams & Reeve（英语：Lovell Augustus Reeve）, 1848)[14]
- Diminovula coroniola（英语：Diminovula coroniola） (Cate, 1973)[15]
- Diminovula culmen（英语：Diminovula culmen） (Cate, 1973)[16]
- 梨形原梭螺 Diminovula dautzenbergi (Schilder（英语：Franz Alfred Schilder）, 1931)[17][6]
- Diminovula fainzilberi（英语：Diminovula fainzilberi） Fehse, 2009[18]
- Diminovula incisa（英语：Diminovula incisa） Azuma & Cate, 1971[19]
- Diminovula kosugei（英语：Diminovula kosugei） (Cate, 1973)[20]
- Diminovula margarita（英语：Diminovula margarita） (Sowerby（英语：George Brettingham Sowerby I）, 1828)[21]
- Diminovula mozambiquensis（英语：Diminovula mozambiquensis） Fehse, 2001[22]
- Diminovula nielseni（英语：Diminovula nielseni） Cate, 1976[23]
- Diminovula rosadoi（英语：Diminovula rosadoi） Lorenz & Fehse, 2009[24]
- Diminovula stigma（英语：Diminovula stigma） (Cate, 1978)[25]
- 白氏拟鼻螺 Diminovula whitworthi Cate, 1973[26][3]

## 外部連結
- 維基物種上的相關：得米梭螺属